# Letni Puchar Juniorów w narciarstwie alpejskim 2022
Sezon 2022 Letniego Pucharu Juniorów w narciarstwie alpejskim rozpoczął się 18 czerwca 2022 r. w czeskiej miejscowości Orlické Záhoří. Ostatnie zawody z tego cyklu rozegrano w dniach 17–20 sierpnia tego samego roku w niemieckim Neudorf, gdzie zostały przeprowadzone również letnie mistrzostwa świata juniorów. Przeprowadzono 13 konkursów dla kobiet i dla mężczyzn.

## Letni Puchar Juniorów w narciarstwie alpejskim kobiet
Wśród kobiet Letniego Pucharu Juniorów z sezonu 2021 broniła Włoszka Ambra Gasperi. Tym razem zwyciężyła Czeszka Eliška Rejchrtová.
W poszczególnych klasyfikacjach triumfowały:
- slalom:  Tina Hetfleisch
- gigant:  Lara Teynor
- supergigant:  Eliška Rejchrtová
- superkombinacja:  Aneta Koryntová

## Letni Puchar Juniorów w narciarstwie alpejskim mężczyzn
Wśród mężczyzn Letniego Pucharu Juniorów z sezonu 2021 bronił Włoch Filippo Zamboni, który zwyciężył także w tym sezonie.
W poszczególnych klasyfikacjach triumfowali:
- slalom:  Filippo Zamboni
- gigant:  Filippo Zamboni
- supergigant:  Filippo Zamboni
- superkombinacja:  Filippo Zamboni